# Cloeon viridellum
Cloeon viridellum is een haft uit de familie Baetidae. De wetenschappelijke naam van de soort is voor het eerst geldig gepubliceerd in 1923 door Lestage.
De soort komt voor in het Afrotropisch gebied.